# فليكس ترومب
ترومب فيليكس ( فرنسا ، 1906 - 1985) مهندس فرنسي معروف كأفضل رائد في استغلال الطاقة الشمسية صمم جدار ترومب، الذي يحمل اسمه أيضاً.